# Sun Cats
Sun Cats är ett rockabillyband från Piteå, grundat 1979.

## Diskografi

### Singlar
- 1982 "Tear It Up - Long Black Cadillac" - Mill Records
- 1983 "Lonesome Train - Blue Feelings" - Mill Records
- 1985 "Rockabilly Boogie - Let It Swing" - Sunjay Records
- 1985 "Last Generation - Resting In the Corner" - Rainbow Music
- 1992 "That's All Right, Mama - Hound Dog" - Rebel Records

### LP
- 1987 "Jailhouse Rockabilly" - Rockhouse Records
- 1991 "Rockabilly Party" - Rebel Records

### CD
- 1993 "Good Rockin' Tonight" - Rebel Records
- 2004 "The Worrying Kind" - Rebel Records
- 2011 ”30 Years of Rockin’!”